# ポートハーコート国際空港
ポートハーコート国際空港（ポートハーコートこくさいくうこう、英語:Port Harcourt International Airport）は、ナイジェリア連邦共和国のリバーズ州州都ポートハーコート近郊のオマグワにある国際空港。1ターミナルを国際線と国内線で分けて運用している。2012年には125万人の旅客数を取り扱い、ナイジェリア国内で3番目の規模の空港。
改修工事が予定されていた本空港は2006年8月17日に電気を原因にした火災が発生し、翌日の18日にナイジェリア連邦空港庁は緊急改修のために空港を閉鎖した。国内線はサム・ムバクウェ空港（オウェリ）、アカヌ・イビアム国際空港（エヌグ）、マーガレット・エクポ国際空港（カラバル）に、国際線はンナムディ・アジキウェ国際空港（アブジャ）、ムルタラ・モハンマド国際空港（ラゴス）に振り替えられた。火災による改修作業は2007年1月に開始され、同年8月に終了する予定だった。しかし、6月に技術者の安全性確保のために延期が発表され、2007年12月に一部再開港された。2008年の第1四半期まで日中のみの運用に限られていた。この改修によって計器着陸装置のカテゴリIIIに対応した。

## 就航航空会社と就航都市

### 国際線
| 航空会社               | 就航地                               |
| ---------------------- | ------------------------------------ |
| エア・ピース           | ドゥアラ国際空港（ドゥアラ）         |
| クロノス航空           | マラボ国際空港（マラボ）             |
| カタール航空           | ドーハ国際空港（ドーハ）             |
| ルフトハンザドイツ航空 | フランクフルト空港（フランクフルト） |

### 国内線
| 航空会社                       | 就航地                                                                             |
| ------------------------------ | ---------------------------------------------------------------------------------- |
| エア・ピース                   | ンナムディ・アジキウェ国際空港（アブジャ）、ムルタラ・モハンマド国際空港（ラゴス） |
| エアロ・コントラクターズ       | ンナムディ・アジキウェ国際空港（アブジャ）、ムルタラ・モハンマド国際空港（ラゴス） |
| アリクエア                     | ンナムディ・アジキウェ国際空港（アブジャ）、ムルタラ・モハンマド国際空港（ラゴス） |
| ダナ・エア                     | ンナムディ・アジキウェ国際空港（アブジャ）、ムルタラ・モハンマド国際空港（ラゴス） |
| マックス・エア                 | ンナムディ・アジキウェ国際空港（アブジャ）                                         |
| グリーンアフリカ航空           | ンナムディ・アジキウェ国際空港（アブジャ）、ムルタラ・モハンマド国際空港（ラゴス） |
| アイボム・エア                 | ンナムディ・アジキウェ国際空港（アブジャ）、ムルタラ・モハンマド国際空港（ラゴス） |
| ユナイテッド・ナイジェリア航空 | ンナムディ・アジキウェ国際空港（アブジャ）、ムルタラ・モハンマド国際空港（ラゴス） |
| バリュージェット               | ムルタラ・モハンマド国際空港（ラゴス）                                             |

### 貨物
| 航空会社                     | 就航地                                 |
| ---------------------------- | -------------------------------------- |
| エールフランス・カーゴ       | パリ＝シャルル・ド・ゴール空港（パリ） |
| AVカーゴ・アビエーション     | リエージュ空港（リエージュ）           |
| ノルディック・グローバル航空 | オステンド/ブルージュ                  |

## 統計
| 年   | 旅客数    |
| ---- | --------- |
| 2008 | 868,458   |
| 2009 | 1,081,587 |
| 2010 | 1,211,810 |
| 2011 | 1,206,492 |
| 2012 | 1,256,854 |

## 事件・事故
- 1996年12月17日、MK航空（英語版）のルクセンブルクから飛行してきたDC-8-55Fが着陸する際に木に当たり滑走路手前で着陸し炎上。4人の乗員は全員無事だった[9]。
- 2001年11月27日、MK航空のボーイング747-200Fが悪天候の中着陸に失敗し、乗員1名が死亡した[10]。ナイジェリア航空省は民間航空事故レポート（FMA/AIPB/389）を作成し、その中でパイロットは2000フィート以下の高度でオートパイロットを会社の規定とは違う、通常ではない使い方をしたと発表された[11]。
- 2005年12月27日、首都アブジャのンナムディ・アジキウェ国際空港から飛行してきたソソリソ航空1145便が着陸に失敗し墜落。110人の乗員、乗客のうち2人の生還者以外死亡した。